# Caretada

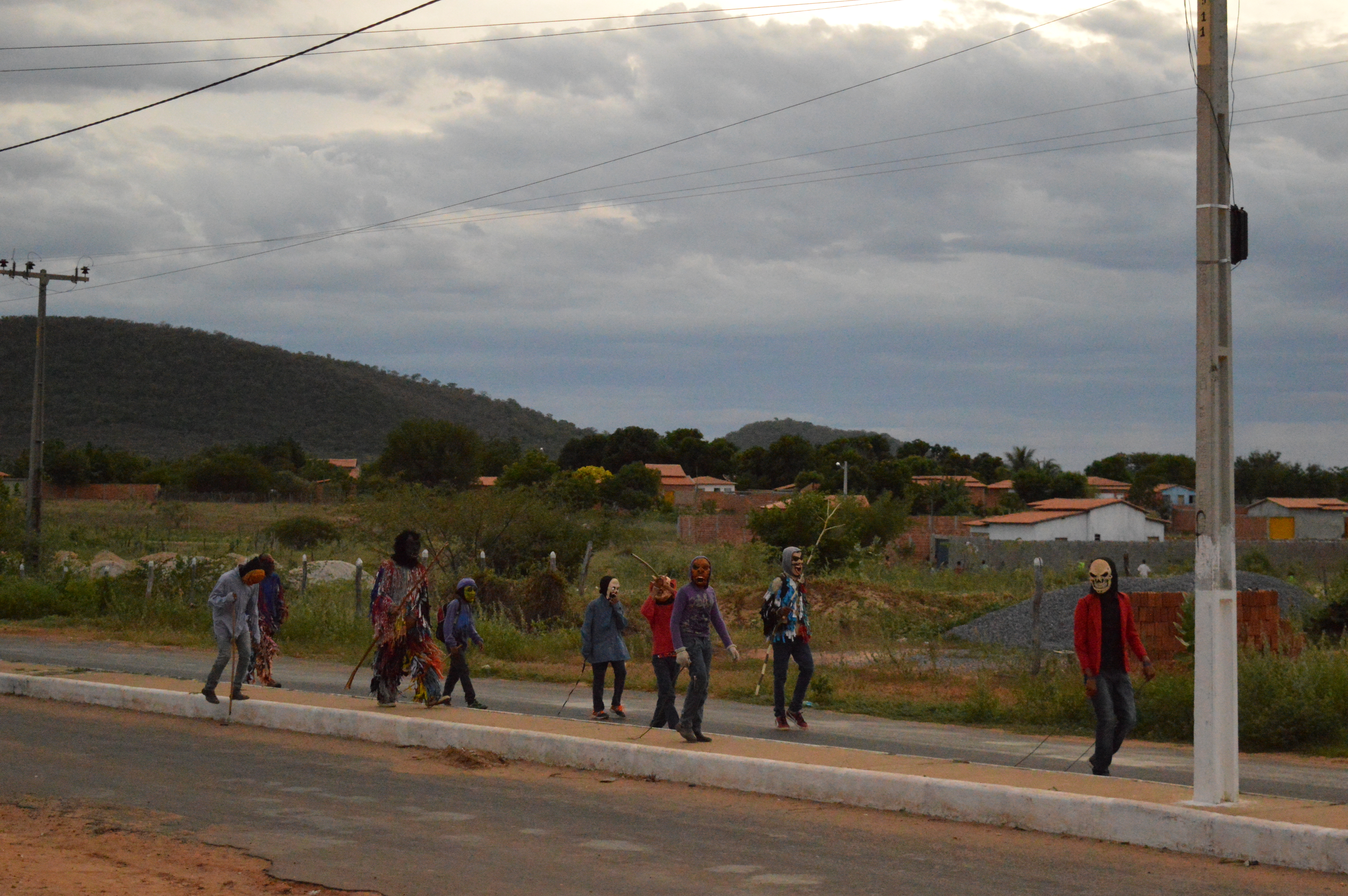
Jovens com máscaras e trajes em Paratinga, na Caretagem do Divino.

A caretada, também chamada caretagem, é uma tradição cultural brasileira encontrada em municípios interioranos de estados como Minas Gerais e Bahia. De influência africana e com a participação de comunidades quilombolas, a tradição envolve danças. A prática consiste, também, no uso de máscaras de terror e trajes coloridos. É presente como manifestação cultural em municípios como Paracatu (MG), Paratinga (BA) e Bom Jesus da Lapa (BA).